# 3-я Радиаторская улица
3-я Радиаторская улица — улица в Северном административном округе города Москвы на территории Войковского района. Проходит от пересечения с 1-м Войковским проездом до тупика. Нумерация домов ведётся от 1-го Войковского проезда.

## Происхождение названия
Улица получила своё название в связи с близостью к чугулинолитейному заводу им. Войкова, выпускавшему радиаторы (ныне не существует).

## Описание
Длина — 440 метров. Улица начинается пересечением с 1-м Войковским проездом и заканчивается тупиком.
Автомобильное движение — по одной полосе в каждом направлении. Светофоров нет. Частично оборудована тротуарами. Примыкания с чётной стороны — 2-й и 3-й Войковские проезды.

## Здания и сооружения
д. 7А, 8А — Школа № 2099

## Общественный транспорт
Наземный общественный транспорт по улице не ходит.
- Станция  Войковская — в 340 метрах.
- Платформа Стрешнево Рижского направления и станция МЦК Стрешнево — в 350 метрах от начала переулка.